# Олдекерк
Олдекерк (нід. Oldekerk, нід. вимова: [ˈɔl.dəˌkɛrk]) — село в нідерландській провінції Гронінген. Входить до муніципалітету Вестерквартір.
Його площа становить 20,41км², а населення станом на 2021 рік складало 1 540 осіб.
Перша згадка про населений пункт датується 1320 роком.
До 1990 року мало статус окремого муніципалітету.